# Mistrzostwa Stanów Zjednoczonych w Skokach Narciarskich 2017
Mistrzostwa Stanów Zjednoczonych w Skokach Narciarskich 2017 – zawody o mistrzostwo kraju zostały rozegrane w dwóch terminach w kolejno Park City i Lake Placid. 29 lipca zawodnicy rywalizowali o tytuł na skoczni dużej. Następnie w dniach 7–8 października zmagania przeniosły się na skocznię normalną.
Na skoczni dużej wśród pań wygrała Kanadyjka Taylor Henrich, lecz zważając na narodowość zwyciężczyni mistrzynią kraju została Nita Englund, która uplasowała się na drugiej pozycji. Drugie miejsce wśród Amerykanek zajęła Abby Ringquist ze stratą równą dziewięciu punktów. Piąta w konkursie, a trzecia na podium mistrzostw to Nina Lussi, która do drugiej pozycji straciła półtora punktu. W konkursie udział wzięło siedemnaście skoczkiń.
Mistrzem wśród mężczyzn na dużym obiekcie został William Rhoads. Srebro wywalczył ze stratą do zwycięzcy wynoszącą niecałe pięć punktów Casey Larson. Trzecie miejsce zajął reprezentant Kanady Joshua Maurer, lecz medal (podobnie jak w przypadku pań) otrzymał będący na czwartej pozycji w konkursie Kevin Bickner. Na starcie pojawiło się trzydziestu czterech zawodników.
Na skoczni normalnej tytuł mistrzowski wśród kobiet wywalczyła brązowa medalistka ze skoczni dużej Nina Lussi. Uzyskała przewagę prawie dwudziestu pięciu punktów nad drugim miejscem, które zajęła zdobywczyni mistrzostwa ze skoczni dużej Nita Englund. Podium uzupełniła Abby Ringquist, która straciła do srebrnego medalu trzydzieści dwa punkty. Łącznie wystartowało dwanaście skoczkiń.
Wśród mężczyzn mistrzostwo na skoczni normalnej zdobył Michael Glasder, jego przewaga nad zdobywcą srebrnego medalu, Kevinem Bicknerem, wyniosła dwadzieścia dwa punkty. Drugie miejsce w konkursie zajął Kanadyjczyk Mackenzie Boyd-Clowes, lecz jak w wyżej wymienionych przypadkach medal przyznany został reprezentantowi Stanów Zjednoczonych. Trzecie miejsce, a czwarte ogólnie zajął trenujący na co dzień kombinację norweską Bryan Fletcher. W zawodach wystartowało trzydziestu trzech zawodników.

## Wyniki

### Konkurs indywidualny kobiet [HS134]
| Miejsce | Zawodniczka         | Klub    | Skok 1  | Skok 2  | Punkty |
| ------- | ------------------- | ------- | ------- | ------- | ------ |
| –       | Taylor Henrich      | Kanada  | 117,0 m | 123,0 m | 226,5  |
| 1.      | Nita Englund        | WSJ-USA | 111,5 m | 123,5 m | 207,5  |
| 2.      | Abby Ringquist      | WSJ-USA | 109,5 m | 115,5 m | 198,5  |
| –       | Atsuko Tanaka       | Kanada  | 113,5 m | 111,5 m | 198,0  |
| 3.      | Nina Lussi          | NYSEF   | 109,5 m | 115,5 m | 197,0  |
| –       | Natasha Bodnarchuk  | Kanada  | 110,5 m | 117,0 m | 196,5  |
| 4.      | Tara Geraghty-Moats | WSJ-USA | 109,5 m | 115,0 m | 195,6  |
| 5.      | Sarah Hendrickson   | WSJ-USA | 109,0 m | 115,0 m | 194,6  |
| –       | Abigail Strate      | Kanada  | 105,5 m | 118,5 m | 188,7  |
| –       | Nicole Maurer       | Kanada  | 100,5 m | 104,0 m | 155,6  |
| ...     |                     |         |         |         |        |

### Konkurs indywidualny mężczyzn [HS134]
| Miejsce | Zawodnik              | Klub        | Skok 1  | Skok 2  | Punkty |
| ------- | --------------------- | ----------- | ------- | ------- | ------ |
| 1.      | William Rhoads        | US Ski Team | 131,5 m | 123,5 m | 258,0  |
| 2.      | Casey Larson          | US Ski Team | 125,0 m | 131,5 m | 253,2  |
| –       | Joshua Maurer         | Kanada      | 117,5 m | 133,5 m | 245,8  |
| 3.      | Kevin Bickner         | US Ski Team | 130,5 m | 118,0 m | 243,3  |
| 4.      | Michael Glasder       | US Ski Team | 120,0 m | 135,5 m | 241,9  |
| 5.      | Brian Wallace         | CEN         | 116,0 m | 129,0 m | 232,5  |
| –       | Mackenzie Boyd-Clowes | Kanada      | 128,5 m | 116,0 m | 232,1  |
| 6.      | Bryan Fletcher        | US Ski Team | 117,5 m | 122,0 m | 222,6  |
| 7.      | Nicholas Mattoon      | US Ski Team | 112,5 m | 121,0 m | 210,6  |
| 8.      | AJ Brown              | US Ski Team | 112,5 m | 115,5 m | 199,9  |
| ...     |                       |             |         |         |        |

### Konkurs indywidualny kobiet [HS100]
| Miejsce | Zawodniczka       | Klub    | Skok 1 | Skok 2 | Punkty |
| ------- | ----------------- | ------- | ------ | ------ | ------ |
| 1.      | Nina Lussi        | NYSEF   | 88,0 m | 94,5 m | 227,0  |
| 2.      | Nita Englund      | WSJ-USA | 82,0 m | 90,0 m | 202,5  |
| 3.      | Abby Ringquist    | WSJ-USA | 76,5 m | 80,0 m | 170,5  |
| 4.      | Annika Belshaw    | RMD     | 71,0 m | 62,5 m | 118,5  |
| 5.      | Sarah Hendrickson | WSJ-USA | 68,0 m | 63,0 m | 112,5  |
| 6.      | Logan Sankey      | WSJ-USA | 62,5 m | 62,0 m | 102,0  |
| 7.      | Cara Larson       | WSJ-USA | 62,5 m | 59,0 m | 95,5   |
| 8.      | Gabby Armstrong   | WSJ-USA | 57,5 m | 59,0 m | 83,5   |
| 9.      | Paige Jones       | IMD     | 56,0 m | 58,0 m | 74,5   |
| 10.     | Samantha Macuga   | WSJ-USA | 58,0 m | 56,0 m | 72,0   |
| ...     |                   |         |        |        |        |

### Konkurs indywidualny mężczyzn [HS100]
| Miejsce | Zawodnik              | Klub        | Skok 1 | Skok 2  | Punkty |
| ------- | --------------------- | ----------- | ------ | ------- | ------ |
| 1.      | Michael Glasder       | US Ski Team | 96,0 m | 100,5 m | 261,0  |
| –       | Mackenzie Boyd-Clowes | Kanada      | 90,5 m | 95,0 m  | 237,5  |
| 2.      | Kevin Bickner         | US Ski Team | 92,5 m | 90,5 m  | 229,0  |
| 3.      | Bryan Fletcher        | US Ski Team | 91,0 m | 82,0 m  | 210,0  |
| 4.      | AJ Brown              | US Ski Team | 85,5 m | 88,5 m  | 209,0  |
| 5.      | William Rhoads        | US Ski Team | 86,5 m | 83,0 m  | 202,0  |
| –       | Nathaniel Mah         | Kanada      | 82,0 m | 81,0 m  | 176,5  |
| 6.      | Nicholas Mattoon      | US Ski Team | 84,5 m | 74,0 m  | 176,0  |
| 7.      | Decker Dean           | USANS       | 84,0 m | 74,0 m  | 173,5  |
| 8.      | Casey Larson          | US Ski Team | 82,5 m | 75,5 m  | 170,5  |
| ...     |                       |             |        |         |        |